# Pindad SS1
Pindad SS1 (SS1 je indonezijska kratica za naziv: "Senapan Serbu 1", odnosno hrv: "jurišna puška 1") standardna je jurišna puška indonezijskih oružanih snaga. Kao i švedska jurišna puška Ak 5, i Pindad SS1 se temelji na belgijskoj pušci FN FNC no izvedene su neke modifikacije kako bi oružje bilo prilagodljivo tropskom području u Indoneziji.
Pindad SS1 proizvodi indonezijska tvrtka PT Pindad iz Bandunga, sve pod licencom belgijske tvrtke Fabrique Nationale.
Ova jurišna puška dizajnirana je tako da zadovolji NATO standarde. Koriste ga indonezijske oružane snage, uključujući kopnenu vojsku, ratnu mornaricu i ratno zrakoplovstvo, kao i policija. U Indoneziji je uveden u službu 1991. godine.
To oružje trenutno je u fazi povlačenja te će biti zamijenjen novijim modelom Pindad SS2.

## Verzije
Pindad SS1 dostupan je u deset verzija:
*SS1-V1
V1 je osnovna varijanta, te ga koristi indonezijska kopnena vojska, uz standardnu duljinu cijevi i sklopivi kundak.
*SS1-V2
Kompaktni karabin s kratkom cijevi.
*SS1-V3
Model sa standardnom duljimom cijevi kao i model SS1-V1.
*SS1-V4
Snajperska verzija koja je slična modelu SS1-V1 osim što ima veću vatrenu moć, pa je učinkovit na daljinama srednjeg i dugog dometa. Radi na istome principu kao i ruski snajper Dragunov.
*SS1-V5
Najmanji model iz obitelji SS1, s dužinom cijevi od 252 mm, težinom od 3.37 kg te sklopivim kundakom. U vojsci ga koriste inženjeri, topništvo te neke specijalne postrojbe.
*SS1-RD Raider
To je pod-verzija modela SS1-V5, te je dizajnirana za posebne snage u vojsci, npr. neke grupacije bataljuna. SS1-R5 je laganiji te ima tanji dizajn što mu omogućava veću preciznost.
Koristi se za borbu na kratkim udaljenostima u džungli, planinama, močvarama, na moru te u urbanom ratovanju. Na SS1-R5 Raider može se montirati bajunet te razne vrste optike.
*SS1-M1
Ova verzija namijenjena je indonezijskom marinskom korpusu. Poseban premaz ovoj jurišnoj pušci omogućava da izdrži morsku vodu te ne hrđa lako. Također, dizajnirana je tako da funkcionira iako se prethodno nalazila u pijesku ili blatu.
Jurišna puška dostupna je u tri varijante:
- SS1-M1 - s dugom cijevi i sklopivim kundakom
- SS1-M2 - s kratkom cijevi
- SS1-M5 Commando

*Sabhara/Police V1-V2
Verzija namijenjena za policiju. To je jedini model u SS1 seriji koji koristi kalibar 7.62x45 mm.
*SBC-1
SBC-1 je varijanta modela SS1-V5, te je napravljen za indonezijsko tržište, te joj je ime "Senapan Bea Cukai". Ima pojedinačnu paljbu, umjesto automatske.
*SS2 serija
Pindad SS2 novija je verzija te se namjerava uvesti u indonezijsku vojsku i policiju kao zamjena za starije modele iz serije SS1.

## Korisnici
- Indonezija: Pindad SS1 koriste specijalne jedinice Komando Pasukan Katak (Kopaska) i Komando Pasukan Khusus. U uporabi je i indonežanske vojske.[11]
- Kambodža: oružje je uvezeno 1991.[12]
- Mali: oružje namijenjeno za Mali zaplijenili su filipinski carinski službenici, kada je na brodu s destinacijom prema Maliju izvršen pretres, nakon dolaska u filipinske teritorijalne vode. Pronađeno je 100 komada jurišnih pušaka, verzije SS1-V1.[13] Prema riječima Fernandina Tuasona, carinske istrage i obavještajne službe dale su pouzdane informacije da određeni političari u Maliju (uglavnom Galils) namjeravaju koristiti oružje kako bi destabilizirali napore za predsjedničke izbore koji će se održati 2010.[14][15]
- Nigerija[12]
- Ujedinjeni Arapski Emirati: oružje je uvezeno 1992.[12]

## Vanjske poveznice
- Opis i tehničke karakteristike serije SS1 jurišnih pušaka (eng.)  Arhivirana inačica izvorne stranice od 7. siječnja 2010. (Wayback Machine)
- Opis i tehničke karakteristike modela SS1-R5 jurišne puške (eng.)  Arhivirana inačica izvorne stranice od 6. siječnja 2010. (Wayback Machine)
- Opis i tehničke karakteristike modela SS-1M jurišne puške (eng.)  Arhivirana inačica izvorne stranice od 7. siječnja 2010. (Wayback Machine)